# عبده يحيى
عبد القادر يحيي ويعرف باسمعبده يحيى (مواليد 6 مارس 1999) هو لاعب كرة قدم مصري ولد في مركز محلة دمنة بالدقهلية يلعب في مركز المهاجم في نادى المصرى معارا من نادي نادي غزل المحلة.

## مشواره
بدأ عبده مشواره في فريق الناشئين بنادي غزل المحلة وفي 2017 تم تصعيده للفريق الأول.